# Sportgemeinschaft Sonnenhof Großaspach 2019-2020
Questa voce raccoglie le informazioni riguardanti la Sportgemeinschaft Sonnenhof Großaspach nelle competizioni ufficiali della stagione 2019-2020.

## Stagione
Nella stagione 2019-2020 il Sonnenhof Grossaspach, allenato da Oliver Zapel, Markus Lang, Mike Sadlo e Hans-Jürgen Boysen, concluse il campionato di 3. Liga al 19º posto e fu retrocesso in Regionalliga.

## Rosa
| N. |                        | Ruolo | Calciatore             |
| -- | ---------------------- | ----- | ---------------------- |
| 1  | Germania (bandiera)    | P     | Maximilian Reule       |
| 2  | Germania (bandiera)    | D     | Niklas Sommer          |
| 3  | Germania (bandiera)    | D     | Ken Gipson             |
| 4  | Germania (bandiera)    | D     | Korbinian Burger       |
| 5  | Germania (bandiera)    | D     | Julian Leist           |
| 6  | Germania (bandiera)    | C     | Sebastian Bösel        |
| 7  | Grecia (bandiera)      | C     | Panagiōtīs Vlachodīmos |
| 8  | Germania (bandiera)    | C     | Onur Ünlücifci         |
| 9  | Germania (bandiera)    | A     | Eric Hottmann          |
| 10 | Germania (bandiera)    | C     | Joel Gerezgiher        |
| 11 | Stati Uniti (bandiera) | A     | Orrin McKinze Gaines   |
| 13 | Germania (bandiera)    | A     | Kai Brünker            |
| 14 | Kosovo (bandiera)      | C     | Kamer Krasniqi         |
| 15 | Germania (bandiera)    | D     | Dennis Slamar          |
| 17 | Germania (bandiera)    | A     | Jonas Meiser           |
| 18 | Germania (bandiera)    | A     | Timo Röttger           |

| N. |                     | Ruolo | Calciatore             |
| -- | ------------------- | ----- | ---------------------- |
| 19 | Germania (bandiera) | C     | Marco Hingerl          |
| 20 | Germania (bandiera) | A     | Matthias Morys         |
| 21 | Germania (bandiera) | D     | Jonas Behounek         |
| 22 | Germania (bandiera) | A     | Dominik Martinovic     |
| 23 | Croazia (bandiera)  | D     | Marin Šverko           |
| 24 | Germania (bandiera) | C     | Charmaine Häusl        |
| 25 | Germania (bandiera) | D     | Kai Gehring            |
| 26 | Germania (bandiera) | D     | Jamil Dem              |
| 27 | Germania (bandiera) | C     | Michael Vitzthum       |
| 29 | Germania (bandiera) | P     | Constantin Frommann    |
| 30 | Germania (bandiera) | D     | Dan-Patrick Poggenberg |
| 34 | Germania (bandiera) | C     | Nicolas Jüllich        |
| 35 | Kosovo (bandiera)   | P     | David Nreca-Bisinger   |
| 36 | Germania (bandiera) | D     | Vincent Sadler         |
| 37 | Germania (bandiera) | A     | Flavio Santoro         |
|    | Germania (bandiera) | A     | Christian Weiller      |

## Organigramma societario
Area tecnica
- Allenatore: Hans-Jürgen Boysen
- Allenatore in seconda: Ioannis Koukoutrigas, Markus Lang
- Preparatore dei portieri: Rouven Sattelmaier
- Preparatori atletici: Axel Mäder, Jonas Halder, Alice Pfitzer, Sissi Stättmayer

## Calciomercato

### Sessione estiva
| Acquisti | Acquisti               | Acquisti             | Acquisti |
| R.       | Nome                   | da                   | Modalità |
| -------- | ---------------------- | -------------------- | -------- |
| C        | Panagiōtīs Vlachodīmos | Nîmes                |          |
| D        | Jonas Behounek         | Amburgo II           |          |
| P        | Constantin Frommann    | Friburgo             |          |
| C        | Charmaine Häusl        | Magonza II           |          |
| A        | Eric Hottmann          | Stoccarda II         |          |
| A        | Dimitry Imbongo        | Alemannia Aquisgrana |          |
| A        | Orrin McKinze Gaines   | Zwickau              |          |
| P        | David Nreca-Bisinger   | Sonnenhof G. U17     |          |
| D        | Dennis Slamar          | Carl Zeiss Jena      |          |
| C        | Onur Ünlücifci         | Kickers Würzburg     |          |
| A        | Christian Weiller      | Sonnenhof G. U17     |          |

| Cessioni | Cessioni         | Cessioni        | Cessioni |
| R.       | Nome             | a               | Modalità |
| -------- | ---------------- | --------------- | -------- |
| C        | Zlatko Janjić    | Verl            |          |
| C        | Philipp Hercher  | Kaiserslautern  |          |
| A        | Makana Baku      | Holstein Kiel   |          |
| A        | Shqiprim Binakaj | TSG Backnang    |          |
| P        | Kevin Broll      | Dinamo Dresda   |          |
| D        | Patrick Choroba  | Verl            |          |
| C        | Jannes Hoffmann  | Fortuna Colonia |          |

### Sessione invernale
| Acquisti | Acquisti       | Acquisti         | Acquisti |
| R.       | Nome           | da               | Modalità |
| -------- | -------------- | ---------------- | -------- |
| C        | Kamer Krasniqi | Rehden           |          |
| D        | Marin Šverko   | Magonza II       |          |
| A        | Matthias Morys | Austria Lustenau |          |

| Cessioni | Cessioni        | Cessioni | Cessioni |
| R.       | Nome            | a        | Modalità |
| -------- | --------------- | -------- | -------- |
| A        | Dimitry Imbongo | Lahti    |          |

## Risultati

### 3. Liga

#### Girone di andata
| Arbitro: | Stegemann |

|                                                |           |             |
| Vermeij 25’ Stoppelkamp 54’, 56’ Krempicki 60’ | Marcatori | 42’ Imbongo |

| Arbitro: | Cortus |

|             |           |                        |
| Gehring 81’ | Marcatori | 5’, 90’ Pick 8’ Thiele |

| Arbitro: | Sather |

|  |           |                                            |
|  | Marcatori | 3’ (rig.) Jüllich 63’ Behounek 90’ Brünker |

| Arbitro: | Hartmann |

|                |           |                                |
| Leist 35’, 90’ | Marcatori | 32’ (rig.) Rodríguez 90’ Evina |

| Arbitro: | Winter |

|  |           |              |
|  | Marcatori | 79’ Behounek |

| Arbitro: | Pfeifer |

|  |           |                                       |
|  | Marcatori | 31’ Bunjaku 38’ Handle 66’ Wunderlich |

| Arbitro: | Rohde |

|                                                    |           |  |
| Gehring 13’ (aut.) Boyd 39’ Göbel 66’ Nietfeld 86’ | Marcatori |  |

| Arbitro: | Gasteier |

|                                |           |                |
| Martinovic 73’ Vlachodīmos 85’ | Marcatori | 24’, 45’ Zylla |

| Arbitro: | Hussein |

|                         |           |  |
| Müller 14’ Schröter 19’ | Marcatori |  |

| Arbitro: | Hanslbauer |

|                         |           |  |
| Brünker 10’ Gehring 69’ | Marcatori |  |

| Arbitro: | Winter |

|                 |           |                                                            |
| Vlachodīmos 17’ | Marcatori | 24’ Thalhammer 30’, 40’ Eckert-Ayensa 75’ Wolfram 89’ Elva |

| Arbitro: | Kempter |

|            |           |             |
| Wagner 17’ | Marcatori | 87’ Imbongo |

| Arbitro: | Hartmann |

|                 |           |                                              |
| Vlachodīmos 36’ | Marcatori | 26’ Kobylański 32’ Proschwitz 58’ Feigenspan |

| Arbitro: | Schwengers |

|  |           |             |
|  | Marcatori | 57’ Brünker |

| Arbitro: | Kessel |

|  |           |                                   |
|  | Marcatori | 22’ Conrad 64’ Diring 74’ Seegert |

| Arbitro: | Lechner |

|                              |           |             |
| Leugers 41’ (rig.) Undav 61’ | Marcatori | 90’ Imbongo |

| Arbitro: | Badstübner |

|                 |           |                      |
| Vlachodīmos 48’ | Marcatori | 32’ Bertram 90’ Beck |

| Arbitro: | Burda |

|            |           |                 |
| Rieder 11’ | Marcatori | 52’ Vlachodīmos |

| Arbitro: | Benen |

|           |           |                     |
| Leist 76’ | Marcatori | 39’ Bock 40’ Käuper |

#### Girone di ritorno
| Arbitro: | Haslberger |

|               |           |                 |
| Martinovic 5’ | Marcatori | 76’ Stoppelkamp |

| Kaiserslautern 27 gennaio 2020, ore 19:00 CET 21ª giornata | Kaiserslautern | 0 – 0 referto | Sonnenhof G. | Fritz-Walter-Stadion (17 377 spett.)\| Arbitro: \| Zorn \| |
| Arbitro:                                                   | Zorn           |               |              |                                                            |

| Arbitro: | Hussein |

|  |           |                                                                 |
|  | Marcatori | 23’ Breunig 24’, 50’ Kaufmann 48’ Baumann 58’ Sané 86’ Hoffmann |

| Arbitro: | Weickenmeier |

|                                  |           |           |
| Girdvainis 46’ Gipson 72’ (aut.) | Marcatori | 75’ Morys |

| Arbitro: | Thomsen |

|  |           |             |
|  | Marcatori | 22’ Verhoek |

| Arbitro: | Hanslbauer |

|             |           |  |
| Lewerenz 8’ | Marcatori |  |

| Arbitro: | Badstübner |

|             |           |  |
| Hingerl 75’ | Marcatori |  |

| Arbitro: | Rafalski |

|                   |           |  |
| Arp 61’ Singh 71’ | Marcatori |  |

| Arbitro: | Schlager |

|  |           |                       |
|  | Marcatori | 45’ Schröter 48’ Hain |

| Arbitro: | Sather |

|  |           |            |
|  | Marcatori | 48’ Gaines |

| Arbitro: | Schultes |

|                     |           |                |
| Kutschke 28’ (rig.) | Marcatori | 15’ Martinovic |

| Aspach 10 giugno 2020, ore 19:00 CEST 31ª giornata | Sonnenhof G. | 0 – 0 referto | Preußen Münster | WIRmachenDRUCK Arena (0 spett.)\| Arbitro: \| Gerach \| |
| Arbitro:                                           | Gerach       |               |                 |                                                         |

| Arbitro: | Gräfe |

|                           |           |             |
| Kobylański 18’ Pourié 87’ | Marcatori | 79’ Brünker |

| Arbitro: | Fritz |

|             |           |  |
| Hingerl 71’ | Marcatori |  |

| Arbitro: | Lossius |

|                                   |           |                           |
| Koffi 13’ Schultz 33’ Hofrath 81’ | Marcatori | 49’ Gaines 88’ Martinovic |

| Arbitro: | Fritsch |

|             |           |                            |
| Hingerl 40’ | Marcatori | 51’ Kremer 81’ Tattermusch |

| Arbitro: | Burda |

|  |           |            |
|  | Marcatori | 68’ Gaines |

| Arbitro: | Weickenmeier |

|                  |           |                                        |
| Brünker 17’, 30’ | Marcatori | 10’ Wein 38’ Rieder 76’, 80’ Bekiroğlu |

| Arbitro: | Lechner |

|             |           |  |
| Hammann 90’ | Marcatori |  |

## Statistiche

### Statistiche di squadra
| Competizione | Punti | In casa | In casa | In casa | In casa | In casa | In casa | In trasferta | In trasferta | In trasferta | In trasferta | In trasferta | In trasferta | Totale | Totale | Totale | Totale | Totale | Totale | DR  |
| Competizione | Punti | G       | V       | N       | P       | Gf      | Gs      | G            | V            | N            | P            | Gf           | Gs           | G      | V      | N      | P      | Gf     | Gs     | DR  |
| ------------ | ----- | ------- | ------- | ------- | ------- | ------- | ------- | ------------ | ------------ | ------------ | ------------ | ------------ | ------------ | ------ | ------ | ------ | ------ | ------ | ------ | --- |
| 3. Liga      | 32    | 19      | 3       | 4       | 12      | 17      | 41      | 19           | 5            | 4            | 10           | 16           | 26           | 38     | 8      | 8      | 22     | 33     | 67     | -34 |
| Totale       | 32    | 19      | 3       | 4       | 12      | 17      | 41      | 19           | 5            | 4            | 10           | 16           | 26           | 38     | 8      | 8      | 22     | 33     | 67     | -34 |

### Andamento in campionato
| Giornata  | 1  | 2  | 3  | 4  | 5 | 6  | 7  | 8  | 9  | 10 | 11 | 12 | 13 | 14 | 15 | 16 | 17 | 18 | 19 | 20 | 21 | 22 | 23 | 24 | 25 | 26 | 27 | 28 | 29 | 30 | 31 | 32 | 33 | 34 | 35 | 36 | 37 | 38 |
| --------- | -- | -- | -- | -- | - | -- | -- | -- | -- | -- | -- | -- | -- | -- | -- | -- | -- | -- | -- | -- | -- | -- | -- | -- | -- | -- | -- | -- | -- | -- | -- | -- | -- | -- | -- | -- | -- | -- |
| Luogo     | T  | C  | T  | C  | T | C  | T  | C  | T  | C  | C  | T  | C  | T  | C  | T  | C  | T  | C  | C  | T  | C  | T  | C  | T  | C  | T  | C  | T  | T  | C  | T  | C  | T  | C  | T  | C  | T  |
| Risultato | P  | P  | V  | N  | V | P  | P  | N  | P  | V  | P  | N  | P  | V  | P  | P  | P  | N  | P  | N  | N  | P  | P  | P  | P  | V  | P  | P  | V  | N  | N  | P  | V  | P  | P  | V  | P  | P  |
| Posizione | 20 | 20 | 16 | 14 | 9 | 14 | 16 | 18 | 18 | 16 | 17 | 17 | 18 | 16 | 18 | 18 | 18 | 18 | 19 | 18 | 19 | 19 | 19 | 19 | 19 | 19 | 19 | 19 | 19 | 19 | 19 | 19 | 19 | 19 | 19 | 19 | 19 | 19 |

Legenda:

Luogo: C = Casa; T = Trasferta. Risultato: V = Vittoria; N = Pareggio; P = Sconfitta.

### Statistiche dei giocatori
| J. Behounek       | 28 | 2 | 1  | 1 |
| K. Brünker        | 30 | 6 | 6  | 0 |
| K. Burger         | 16 | 0 | 4  | 0 |
| S. Bösel          | 27 | 0 | 5  | 3 |
| J. Dem            | 6  | 0 | 0  | 0 |
| C. Frommann       | 8  | 0 | 1  | 0 |
| O. Gaines         | 24 | 3 | 0  | 0 |
| K. Gehring        | 29 | 2 | 10 | 1 |
| J. Gerezgiher     | 7  | 0 | 1  | 0 |
| K. Gipson         | 15 | 0 | 5  | 1 |
| D. Held           | 0  | 0 | 0  | 0 |
| M. Hingerl        | 23 | 3 | 4  | 0 |
| E. Hottmann       | 23 | 0 | 0  | 0 |
| C. Häusl          | 4  | 0 | 0  | 0 |
| D. Imbongo        | 18 | 3 | 1  | 0 |
| N. Jüllich        | 28 | 1 | 5  | 0 |
| K. Krasniqi       | 16 | 0 | 3  | 0 |
| J. Leist          | 36 | 3 | 2  | 0 |
| D. Martinovic     | 25 | 4 | 4  | 1 |
| J. Meiser         | 7  | 0 | 0  | 0 |
| M. Morys          | 10 | 1 | 5  | 0 |
| D. Nreca-Bisinger | 1  | 0 | 0  | 0 |
| D. Poggenberg     | 17 | 0 | 2  | 0 |
| M. Reule          | 29 | 0 | 2  | 0 |
| T. Röttger        | 19 | 0 | 1  | 0 |
| V. Sadler         | 2  | 0 | 0  | 0 |
| F. Santoro        | 2  | 0 | 0  | 0 |
| D. Slamar         | 20 | 0 | 5  | 0 |
| N. Sommer         | 20 | 0 | 1  | 0 |
| M. Vitzthum       | 1  | 0 | 0  | 0 |
| P. Vlachodīmos    | 29 | 5 | 6  | 0 |
| C. Weiller        | 0  | 0 | 0  | 0 |
| O. Ünlücifci      | 20 | 0 | 1  | 1 |
| M. Šverko         | 8  | 0 | 0  | 0 |